# Riff VII
Riff VII es el cuarto álbum de estudio de la banda de hard rock Riff, publicado en 1985 por CBS.

## Detalles
Además de los miembros fundadores Pappo y Vitico, este álbum presenta al guitarrista rítmico y cantante JAF en la primera incursión discográfica de su carrera, reemplazando al miembro original Boff Serafine.
Por otra parte, el veterano baterista Oscar Moro, ex-Los Gatos, La Máquina de Hacer Pájaros y Serú Girán, reemplaza al también miembro original Michel Peyronel.
Riff VII fue el único álbum de estudio de Riff para una compañía discográfica multinacional, como CBS.
Fue reeditado en 1995 en CD y casete por Main Records, incluyendo un reportaje a la banda, y tomas inéditas. 
En 2019 fue relanzado en formato digital, LP de vinilo y CD por el sello RGS Music.

## Lista de canciones
| N.º   | Título                  | Escritor(es)              | Duración |  |
| 1.    | «La espada sagrada»     | Pappo, Vitico, Oscar Moro | 2:41     |  |
| 2.    | «Ex-terminador»         | Pappo, Vitico             | 2:55     |  |
| 3.    | «Elena X»               | JAF                       | 6:47     |  |
| 4.    | «Arañas y ratas»        | Pappo, JAF                | 4:11     |  |
| 5.    | «Parece que viene bien» | Vitico                    | 1:54     |  |
| 6.    | «Dios devorador»        | Pappo, Oscar Moro         | 5:10     |  |
| 7.    | «Ojo animal»            | Pappo, Oscar Moro         | 5:20     |  |
| 8.    | «Apiádate de él, Señor» | JAF, Pappo                | 4:22     |  |
| 33:25 |                         |                           |          |  |

Bonus tracks incluidos en la versión en CD
9. «Duro invierno» (ensayo)
10. «A varios km. de aquí» (ensayo)
11. «A varios km. de aquí II» (ensayo)

## Integrantes
- Pappo - Guitarra líder, voz y sintetizador en «Dios devorador»
- JAF - Voz y guitarra rítmica
- Vitico - Bajo y voz
- Oscar Moro - Batería y percusión